# Anabela Lemos
Anabela Lemos (* 18. Februar 1953 in Maputo) ist eine mosambikanische Umweltschützerin und Bürgerrechtlerin. Sie erlangte Bekanntheit durch ihren Einsatz für Klimagerechtigkeit und gegen die Ausbeutung natürlicher Ressourcen durch multinationale Unternehmen.

## Leben
Lemos wuchs in einer Umgebung auf, die durch umweltbedingte Ungerechtigkeiten geprägt war; diese frühen Beobachtungen menschlicher Eingriffe in die Natur prägten ihren Lebensweg entscheidend. Ihr Engagement für Umwelt und Menschenrechte begann Ende der 1990er-Jahre, als Pläne für den Bau einer Müllverbrennungsanlage für giftige Pestizide in ihrer Gemeinde bekannt wurden. Sie beschloss, sich dem Umweltschutz zu widmen. Sie und ihrre Familie wurden darauf wiederholt bedroht und angegriffen.
Lemos leitet die Organisation Justiça Ambiental, den mosambikanischen Ableger von Friends of the Earth. Ihre Arbeit befasst sich mit dem Widerstand gegen die Ausbeutung von Gas und anderen natürlichen Ressourcen, die vor allem in armen Gemeinschaften schwerwiegende Menschenrechtsverletzungen nach sich ziehen. Sie führte Kampagnen gegen Landraub und die Ausbeutung durch Kohlebergbau und setzte sich für eine ökologische Landwirtschaft und den Schutz der Lebensgrundlagen lokaler Gemeinschaften ein. Lemos’ Einsatz führte zu einer erhöhten rechtlichen Sicherheit für Menschen, die von der Ausbeutung ihrer Ländereien betroffen sind, und erregte Aufmerksamkeit für mehrere klimaschädliche Projekte, deren Fortschritt sie erfolgreich verlangsamen konnte.

## Auszeichnungen
- 2022:  Per-Anger-Preis für Menschenrechtsverteidiger[5]
- 2024: Right Livelihood Award